# Санино (платформа, Киевское направление МЖД)
Са́нино — остановочный пункт Киевского направления МЖД, находящийся на территории Марушкинского поселения Новомосковского административного округа города Москвы на участке между остановочными пунктами Кокошкино и Крёкшино. Открыт 11 марта 2020 года. Несмотря на своё название, к одноимённой деревне отношения не имеет и находится на территории Марушкинского поселения, на другой от деревни стороне реки Незнайка. Прямой пешеходной и автомобильной дороги в сторону одноимённых деревни и хутора не имеет.

## Описание
Открытие состоялось 11 марта 2020 года с одной платформой и одним вестибюлем.
В 2023 году вошла в состав линии МЦД-4.

## Наземный общественный транспорт
На этой станции можно пересесть на следующие маршруты городского пассажирского транспорта:
- Автобусы: 245